# M16C

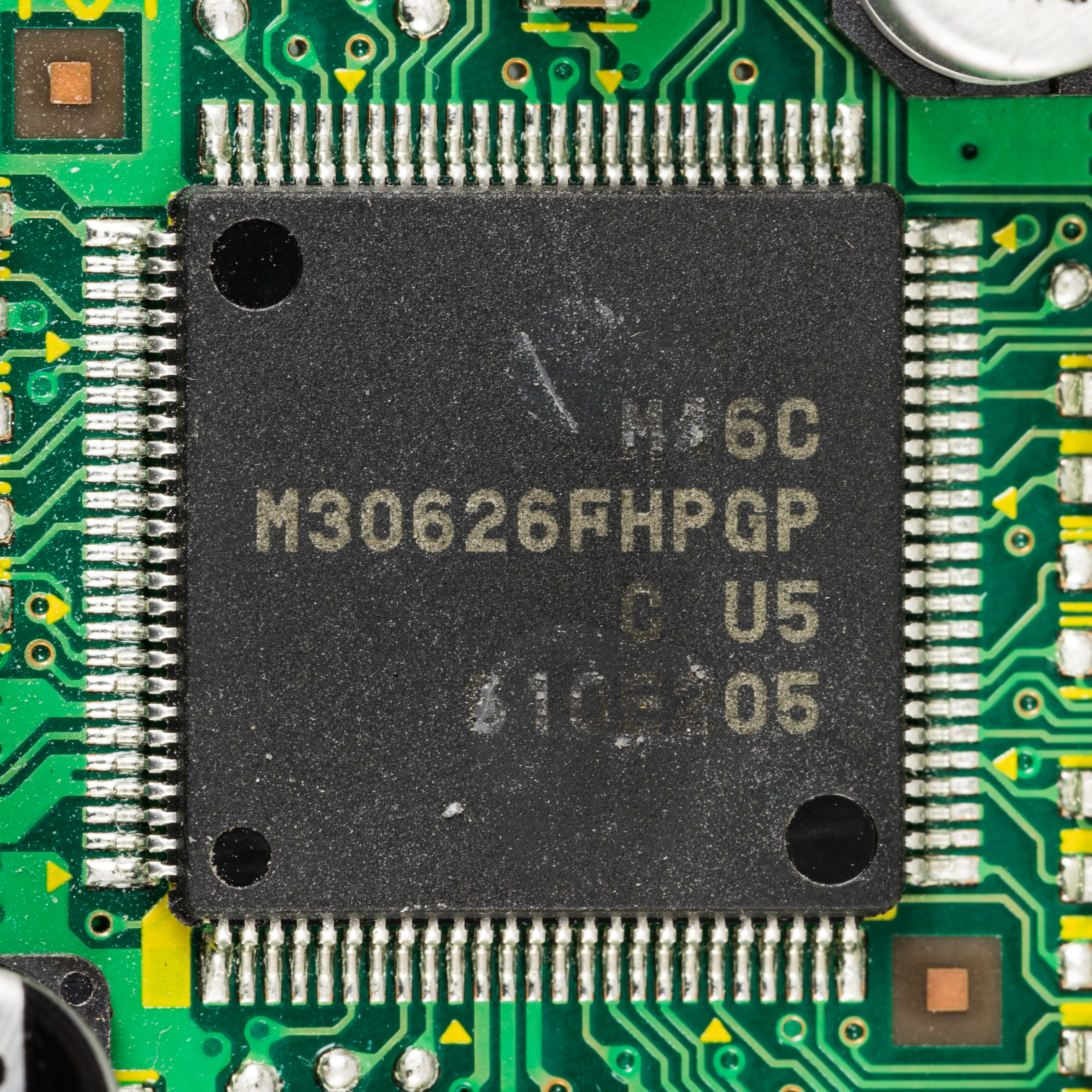
M16C

M16Cファミリとは三菱電機（現在はルネサス エレクトロニクスとして分離）の開発したマイクロプロセッサである。M16C の M は三菱電機、 16 は 16bit 、C は CISCを表す。リトルエンディアンであり、12MHzから 24MHzで駆動することができる。ルネサス テクノロジ（現：ルネサス エレクトロニクス）となったため、R8C/Tinyのみ名前が独特となっている。

## 特徴
比較的安い値段でオンチップ・デバッキングできるキットとM16Cのセットがオークス電子により発売されている。個人向けの高性能マイクロプロセッサ販売ではH8が多いがM16Cも販売されている。
かつてはH8と同等の機能を持つものとして、ライバル視されていたが三菱電機と日立製作所の半導体部門がルネサス テクノロジ（現：ルネサス エレクトロニクス）として合併してしまったため、用途に応じた使い分けを推奨している。
高級言語に適した徹底した直交性を持つ命令体系、コード効率の高さ、耐ノイズ性能の強さが売りである。
オープンソースのTOPPERS/JSPでは当初から対応している。

## シリーズ
M16C には以下のような様々なシリーズが存在する。
- M16C/Tiny
- M16C/10
- M16C/20
- M16C/30
- M16C/60
- M16C/70
- M16C/80
- M16C/90
- R8C/Tiny

## 参照
1. ↑  TOPPERS/JSPカーネル https://www.toppers.jp/jsp-kernel.html